# Edouard Trebaol
Edouard Trebaol, né le 20 mai 1905 à Hollywood et mort le 11 octobre 1935 à Los Angeles à l'âge de 30 ans, est un acteur américain ayant joué dans 6 films entre 1919 et 1923. Il est le huitième enfant d'une fratrie de quinze. Il a joué avec deux de ses frères dans Honest Hutch en 1920. Mais son rôle le plus notable est celui du Renard (Jack Dawkins) qu'il a joué à 16 ans dans Oliver Twist (1922).
Il devient plus tard électricien dans un studio de Culver City ; il y fera une chute de 12 mètres (40 pieds) et décédera quelques jours plus tard, le 11 octobre 1935 au Cedars of Lebanon Hospital des suites de ses blessures.

## Filmographie
- 1919 : Jinx : un orphelin
- 1920 : The Penalty : Bubbles
- 1920 : Get-Rich-Quick Edgar : Willie
- 1920 : Honest Hutch : un enfant
- 1921 : Edgar's Feast Day
- 1921 : Edgar the Detective
- 1922 : Oliver Twist : le Renard
- 1923 : The Haunted Valley : Dinny